# Wiltrud Drexel
Wiltrud Drexel (Feldkirch, 10 agosto 1950) è un'ex sciatrice alpina austriaca, vincitrice in carriera di una medaglia olimpica, di due medaglie iridate e della Coppa del Mondo di discesa libera nel 1969.

## Biografia
Sciatrice polivalente, in Coppa del Mondo Wiltrud Drexel esordì nel 1968, ottenne il primo risultato di rilievo il 17 gennaio di quell'anno, piazzandosi 10ª in discesa libera sulle nevi di Bad Gastein, e il primo successo, nonché primo podio, il 10 gennaio 1969 a Grindelwald nella medesima specialità; in quella stagione 1968-1969 si aggiudicò la Coppa del Mondo di discesa libera, con 5 punti di vantaggio sulla francese Isabelle Mir, e il 3º posto nella classifica generale, con quattro podi e due vittorie.
Nella stagione 1970-1971 fu 2ª nella Coppa del Mondo di discesa libera, battuta dalla connazionale Annemarie Moser-Pröll per 10 punti. Convocata per gli XI Giochi olimpici invernali di Sapporo 1972, sua unica presenza olimpica, vinse la medaglia di bronzo nello slalom gigante (valida anche ai fini dei Mondiali 1972) e non completò lo slalom speciale. Fu nuovamente 2ª dietro alla Moser-Pröll nella classifica della Coppa del Mondo di discesa libera sia nella stagione 1971-1972 sia nella stagione 1972-1973, superata rispettivamente di 49 e di 39 punti.
Ai Mondiali di Sankt Moritz 1974 ottenne la medaglia di bronzo nella discesa libera e in quella stessa stagione 1973-1974 in Coppa del Mondo fu 3ª nella classifica della medesima specialità, mentre nella successiva stagione 1974-1975 colse l'ultima vittoria (nella discesa libera di Val-d'Isère del 4 dicembre) e l'ultimo podio (3ª nella combinata di Schruns del 16 gennaio, alle spalle della Moser-Pröll e della liechtensteinese Hanni Wenzel) nel circuito. Il suo ultimo piazzamento internazionale di rilievo fu il 5º posto ottenuto nella combinata di Coppa del Mondo disputata il 22 gennaio 1976 a Bad Gastein e il 25 febbraio successivo conquistò ad Altenmarkt-Zauchensee l'ultimo risultato della sua carriera, la medaglia d'oro nella discesa libera dei Campionati austriaci 1976.

## Palmarès

### Olimpiadi
- 1 medaglia (valida anche ai fini dei Mondiali):
  - 1 bronzo (slalom gigante a Sapporo 1972)

### Mondiali
- 1 medaglia (oltre a quella vinta in sede olimpica):
  - 1 bronzo (discesa libera a Sankt Moritz 1974)

### Coppa del Mondo
- Miglior piazzamento in classifica generale: 3ª nel 1969
- Vincitrice della Coppa del Mondo di discesa libera nel 1969
- 27 podi (20 in discesa libera, 3 in slalom gigante, 3 in slalom speciale, 1 in combinata):
  - 5 vittorie (tutte in discesa libera)
  - 11 secondi posti
  - 11 terzi posti

#### Coppa del Mondo - vittorie
| Data             | Località         | Paese       | Specialità |
| ---------------- | ---------------- | ----------- | ---------- |
| 10 gennaio 1969  | Grindelwald      | Svizzera    | DH         |
| 15 gennaio 1969  | Schruns          | Austria     | DH         |
| 28 gennaio 1971  | Pra Loup         | Francia     | DH         |
| 26 febbraio 1972 | Crystal Mountain | Stati Uniti | DH         |
| 4 dicembre 1974  | Val-d'Isère      | Francia     | DH         |

Legenda:

DH = discesa libera

### Campionati austriaci
- 11 medaglie[1][senza fonte]:
  - 4 ori (discesa libera nel 1970; discesa libera, slalom speciale nel 1974; discesa libera nel 1976)[2]
  - 3 argenti (slalom speciale nel 1968; discesa libera nel 1969: combinata nel 1970)[senza fonte]
  - 4 bronzi (discesa libera nel 1968; slalom speciale nel 1970; slalom gigante nel 1973; discesa libera nel 1975)[senza fonte]

### Campionati austriaci juniores
- 6 medaglie[1][senza fonte]:
  - 4 ori (slalom speciale nel 1965; discesa libera, slalom gigante, combinata nel 1968)
  - 2 bronzi (slalom gigante, slalom speciale nel 1966)